# Pi Aurigae
Pi Aurigae (35 Aurigae) é uma estrela na direção da constelação de Auriga. Possui uma ascensão reta de 05h 59m 56.10s e uma declinação de +45° 56′ 12.3″. Sua magnitude aparente é igual a 4.30. Considerando sua distância de 840 anos-luz em relação à Terra, sua magnitude absoluta é igual a −2.76. Pertence à classe espectral M3IIvar.